# 日野重文
日野重文（日语：／ Hino Shigefumi，1963年—），出生於日本茨城縣，任职于任天堂企劃製作本部。遊戲角色耀西的創造者。
日野重文出生於茨城縣。1988年加入任天堂，并任《超級瑪利歐世界》的设计师一职。日野現時主要负责《瑪利歐系列》的角色設計和平面设计，以及擔任《皮克敏系列》的製作人。